# 빛나는 나라
《빛나는 나라》는 2017년 8월 17일부터 2017년 8월 25일까지 방영된 투니버스 최초의 웹드라마이다. 유튜브에서는 매주 금요일, 토요일 2017년 7월 20일부터 2017년 8월 25일까지 공개되었다.

## 줄거리
또래보다 작고 어려보이는 13살 소녀 '오나라'. 우연히 발견한 매직 메이크업 키트를 통해 어쩌다 변신! 꿈꿔왔던 로맨스가 펼쳐진다!

## 등장 인물
- 이채윤 : 오나라 역
- 은채 : 오빛나 역
- 최성환 : 차경 역
- 임재하 : 방대한 역

## 에피소드 목록

### 빛나는 나라
| #  | 에피소드 제목             |
| -- | ------------------------- |
| 1  | 내 이름은 오나라♥         |
| 2  | 하루 한번 마법변신♥       |
| 3  | 여기서 이러시면 안됩니다♥ |
| 4  | 오빠 가지마요♥            |
| 5  | 이거 그린라이트 인가요?   |
| 6  | 13살 인생 최대위기?!      |
| 7  | 진심을 말해줘♥            |
| 8  | 나 너 좋아하냐?           |
| 9  | 마법 혹은 저주?!          |
| 10 | 나라가 납치..?!           |
| 11 | 안녕, 차경오빠            |
| 12 | 해피엔딩?                 |

### 빛나는 나라 톡
| #    | 에피소드 제목       |
| ---- | ------------------- |
| 1-4  | 나라의 새로운 만남♥ |
| 5-8  | 어남차? 어남채?     |
| 9-12 | 진짜 마지막?!       |